# Brenna (gmina)
Pour les articles homonymes, voir Brenna (homonymie).

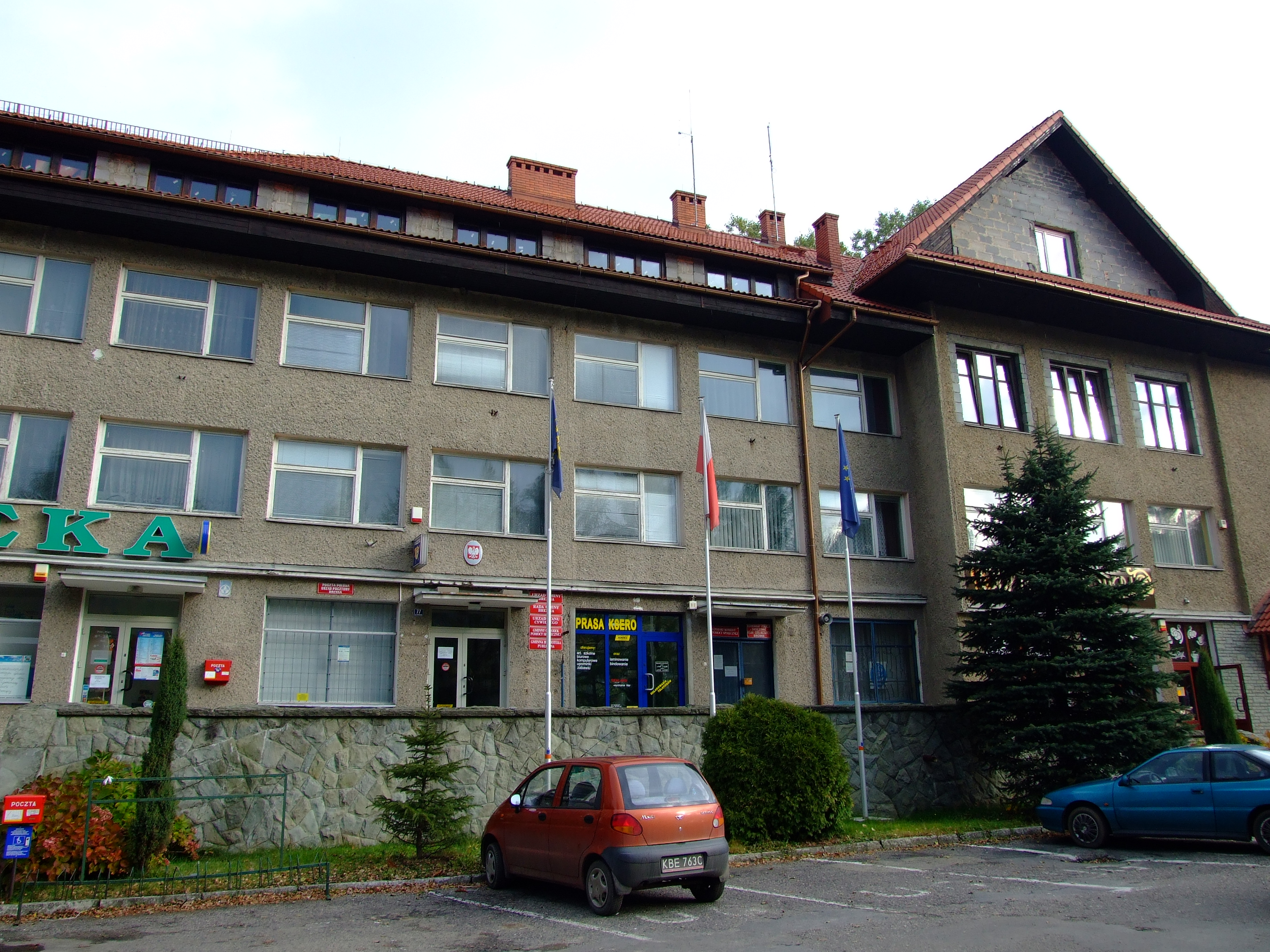
Bureau municipal de Brenna

Brenna est une gmina rurale du powiat de Cieszyn, Silésie, dans le sud de la Pologne.
La gmina couvre une superficie de 95,54 km2 pour une population de 10 324 habitants.

## Géographie
La gmina comprend les villages de Brenna, Górki Małe et Górki Wielkie.
La gmina borde les gminy de Skoczów, Jasienica, Jaworze, Bielsko-Biała, Szczyrk, Wisła et Ustroń.